# Lycoming XR-7755
Lycoming XR-7755 — был самым мощным поршневым авиационным двигателем, когда-либо построенным в США, с 36 цилиндрами, общим рабочим объемом около 127 литров и выходной мощностью 5000 лошадиных сил (3,7 МВт). Звездообразный двигатель водяного охлаждения имел 9 радиально расположенных блоков по 4 цилиндра в ряд в каждом.
Первоначально он предназначался для использования в стратегическом бомбардировщике Convair B-36, но от его использования на этом самолете позже отказались в пользу другого двигателя (P&W R-4360 Wasp Major). До закрытия проекта в 1946 году было построено всего два экземпляра.